# Alta Verapaz
Alta Verapaz é um dos 22 departamentos da Guatemala, país da América Central. Sua capital é a cidade de Cobán.

## Municípios
1. Cahabón
2. Chahal
3. Chisec
4. Cobán
5. Fray Bartolomé de las Casas
6. Lanquín
7. Panzós
8. San Cristóbal Verapaz
9. San Juan Chamelco
10. San Pedro Carchá
11. Santa Cruz Verapaz
12. Senahú
13. Tactic
14. Tamahú
15. Tucurú